# 長谷川直哉
長谷川 直哉（はせがわ なおや）は、日本の経営学者。学位は、博士（経営学）（横浜国立大学）。法政大学人間環境学部教授、同大学院公共政策研究科教授。
サッポロホールディングス株式会社 サステナビリティ・シニアアドバイザー、岡部株式会社 社外取締役 サステナビリティ委員長、日産東京販売ホールディングス株式会社 社外取締役 サステナビリティ委員長。株式会社シルバーライフ 社外取締役（監査等委員）。

## 来歴
1997年法政大学大学院社会科学研究科経営学専攻修士課程修了。2002年早稲田大学大学院法学研究科基礎法学専攻修士課程修了。2005年横浜国立大学大学院国際社会科学研究科国際開発専攻博士後期課程修了。
1982年安田火災海上保険株式会社（現・損保ジャパン日本興亜ホールディングス株式会社）入社。1995年公益財団法人国際金融情報センター出向。1997年安田火災グローバル投信投資顧問株式会社（現・ＳＯＭＰＯアセットマネジメント株式会社）運用部長。1998年同社投信部部長。1999年SRIファンド「安田火災グリーンオープンぶなの森」ファンドマネジャー。
2006年山梨大学大学院持続社会形成専攻准教授。2007年法政大学大学院環境マネジメント研究科兼任講師、芝浦工業大学工学部兼任講師。2008年中央大学大学院国際会計研究科兼任講師、芝浦工業大学大学院工学マネジメント研究科（MOT）兼任講師2011年法政大学人間環境学部教授。
2020年株式会社パネイル顧問、サッポロホールディングス株式会社 サステナビリティ・シニアアドバイザー。2021年岡部株式会社 社外取締役 サステナビリティ委員長 指名・報酬委員、日産東京販売ホールディングス株式会社 社外取締役 サステナビリティ委員長 指名・報酬委員。
2022年日経広告研究所客員研究員、株式会社シルバーライフ 社外取締役（監査等委員）。

## 社会的活動
過去に、甲府法務局評価委員や環境経営学会副会長を務め、現在は環境経営学会理事。

## 著書

### 単著・共著
- 共著『戦後日本の企業家活動』（文眞堂、2004年）
- 共著『流通システムの国際比較』（文眞堂、2004年）
- 単著『スズキを創った男 鈴木道雄』（三重大学出版会、2005年）
- 共著『環境格付の考え方』（税務経理協会、2006年）
- 共著『日本の企業家群像』（文眞堂、2008年）
- 共著『環境経営学の扉－社会科学からのアプローチ－』（文眞堂、2008年）
- 共著『早稲田大学21世紀COE叢書企業社会の変容と法創造,第6巻労働と環境』（日本評論社、2008年）
- 共著『生態会計への招待－サステナビリティ社会のための会計－』（森山書店、2010年）
- 共著『第7回パートナーシップ大賞受賞事例集,NPO&企業 協働評価 目指せ!「バートナーシップ大賞」』（サンライズ出版、2011年）
- 共著『企業家に学ぶ日本経営史』（有斐閣、2011年）
- 共著『企業家活動でたどる日本の自動車産業史』（白桃書房、2012年）
- 共著『「第8回パートナーシップ大賞受賞」事例集,NPO×起業 協働のススメ』（サンライズ出版、2012年）
- 共著『サステナビリティと中小企業』（同友館、201199
- 編著『企業家活動でたどる日本の金融事業史』（有斐閣、2013年）
- 共著『ケースブック日本の企業家－近代産業発展の立役者たち－』（有斐閣、2013年）
- 共著『サステナビリティ社会のための生態会計入門』（森山書店、2013年）
- 共著『第9回日本パートナーシップ大賞事例集　企業が伸びる、地域が活きる－協働推進の15年』（サンライズ出版、2013年）
- 共著『第10回日本パートナーシップ大賞事例集－協働は国を越えて』（サンライズ出版、2014年）
- 共著『第11回日本パートナーシップ大賞事例集 広がる協働－企業&NPO272事例のデータ分析』（サンライズ出版、2016年）
- 編著『企業家活動でたどるサステイナブル経営史－CSR経営の先駆者に学ぶ－』（文眞堂、2016年）
- 編著『価値共創時代の戦略的パートナーシップ』（文眞堂、2017年）
- 編著『統合思考とESG投資－長期的な企業価値創出メカニズムを求めて』（文眞堂、2018年）
- 編著『企業家に学ぶESG経営－不連続な社会を生き抜く経営構想力－』（文眞堂、2019年）
- 監修『サスティナビリティ白書2019』（一般社団法人日本経営協会、2019年）
- 編著『Sustainable Management of Japanese Entrepreneurs in Pre-War Period from the Perspective of SDGs and ESG』（palgrave,2020年）
- 単著『SDGsとパーパスで読み解く責任経営の系譜』（文眞堂、2021年）
- 編著『サステナビリティ・トランスフォーメーションと経営構造改革』（文眞堂、2023年）
- 監修『サスティナビリティ白書2023』（一般社団法人日本経営協会、2023年）

## 受賞歴
- 工業経営研究学会『スズキを作った男 鈴木道雄』学会賞（2005年）
- 日本経営倫理学会『第4回経営倫理論文募集』佳作賞（2009年）
- 実践経営学会『株価形成メカニズムにおけるCSRの機能と課題』学術研究奨励賞（2009年）
- 日本経済新聞社『第14回日経STOCKリーグ最優秀賞・金融担当大臣賞』（2014年）
- 野村ホールディングス『日経ストックリーグに対する貢献』NOMURA AWARD（2016年）
- 環境経営学会『企業家活動でたどるサステイナブル経営史』学会賞（学術貢献賞）（2017年）
- 環境経営学会『価値共創時代の戦略的パートナーシップ』学会賞（実践貢献賞）（2017年）
- 人間環境学研究会『A case study of sustainability management: Teigo Iba, a pioneer of management aimed at creating shared value (CSV)』優秀論文賞（2020年）
- 環境経営学会『Sustainable Management of Japanese Entrepreneurs in Pre-War Period from the Perspective of SDGs and ESG』学会賞（学術貢献賞）（2021年）
- 環境経営学会『SDGsとパーパスで読み解く責任経営の系譜』学会賞（学術貢献賞）（2022年）
- 実践経営学会『Sustainable Management of Japanese Entrepreneurs in Pre-War Period from the ,Perspective of SDGs and ESG』名東特別賞（2022年）
- 株式会社レゾナック『Sustainability Adviser』感謝状（2024年）